# Шандровка (Омская область)
Шандровка — деревня в Любинском районе Омской области. Входит в состав Центрально-Любинского сельского поселения.

## История
Основана в 1918 году. В 1928 году посёлок Шандровский состоял из 88 хозяйств, основное население — русские. В административном отношении находился в составе Щербаковского сельсовета Любинского района Омского округа Сибирского края.

## Население
| 2010 |
| ---- |
| 120  |

## Улицы
- ул. Лесная,
- ул. Пролетарская,
- ул. Степная.